# Caligrafía

Caligrafía y sus clases: Caligrafía china

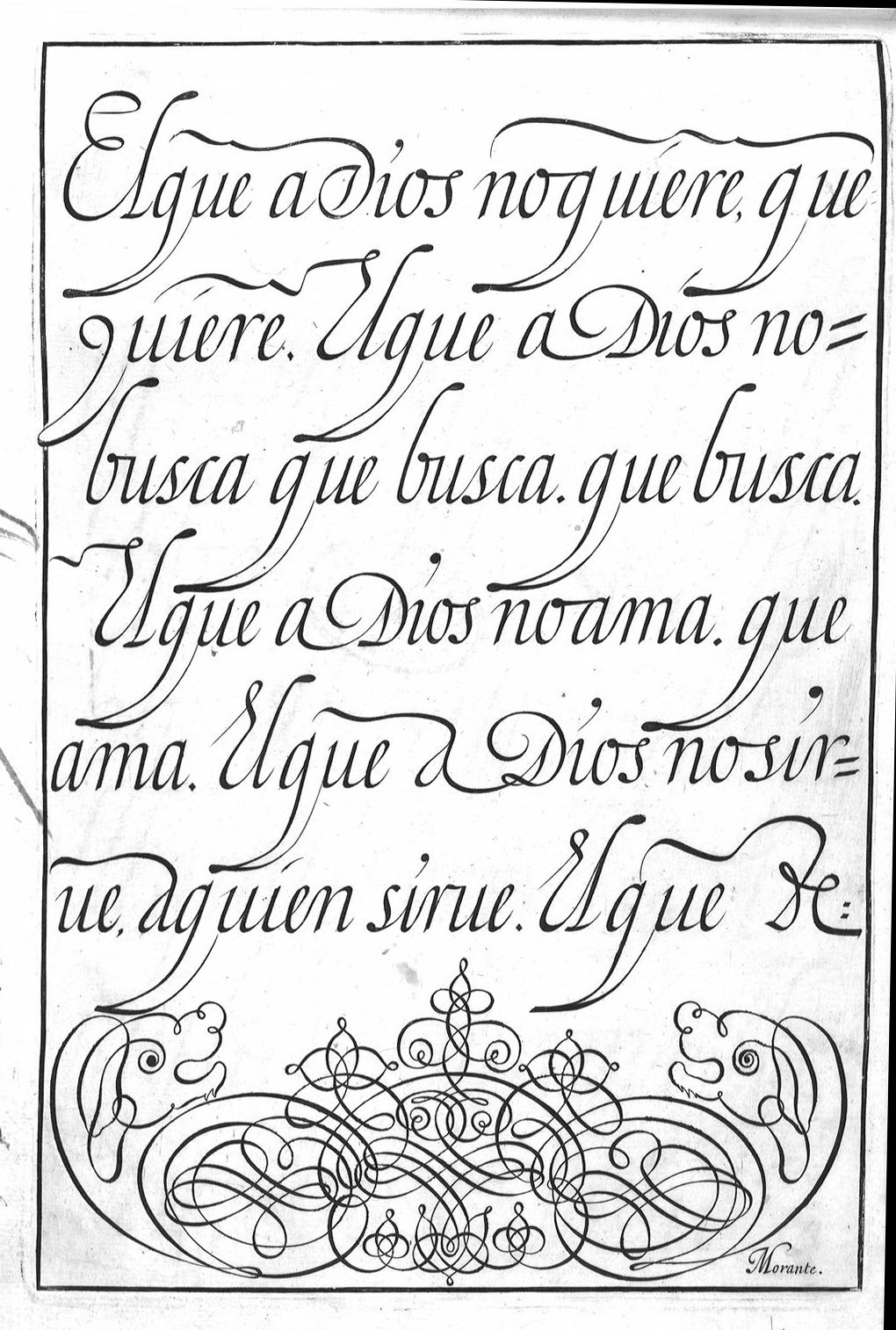
«Nueva arte de escribir» (1631), de Pedro Díaz Morante

Caligrafía georgiana

Caligrafía árabe

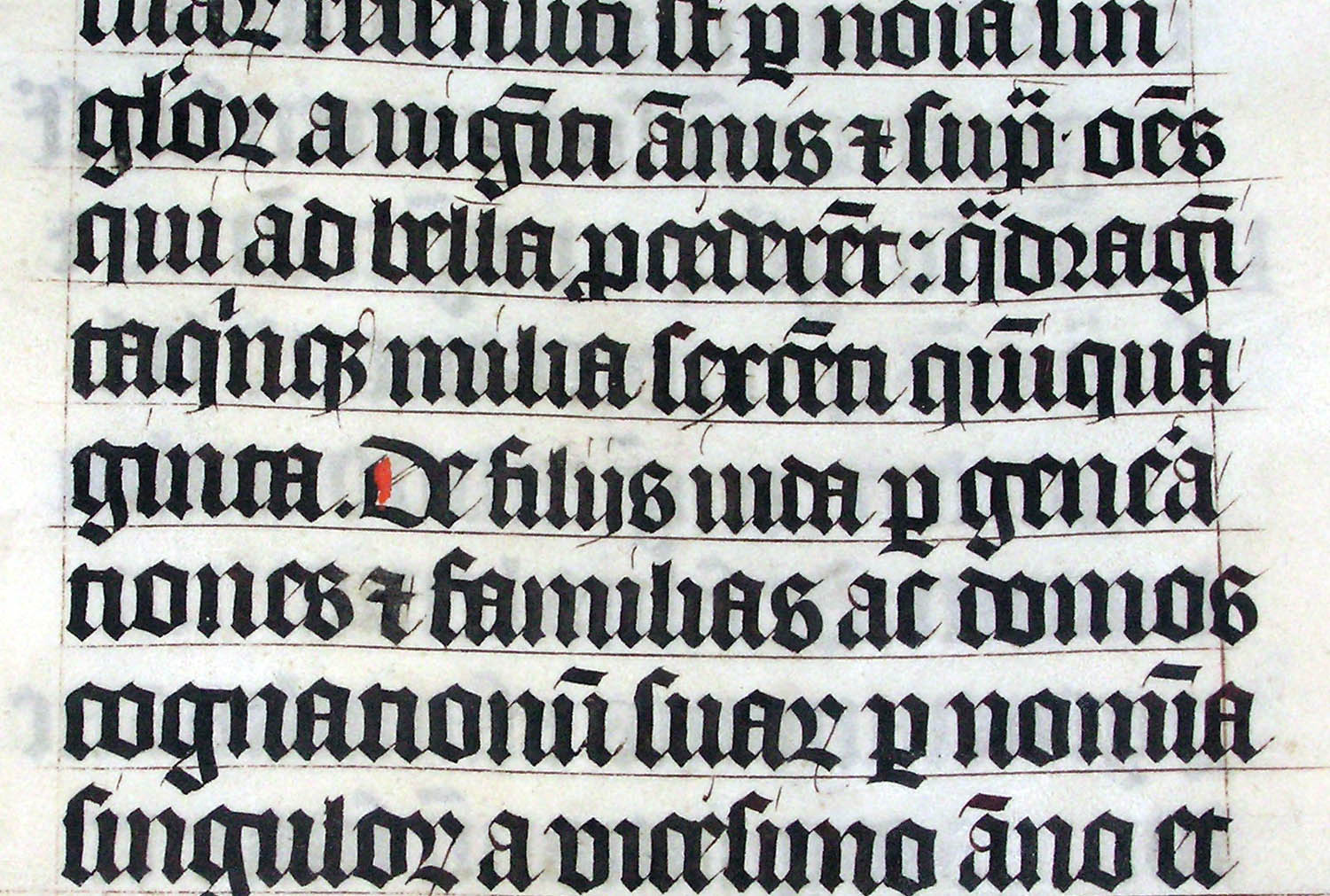
Caligrafía en latín, Biblia de 1407

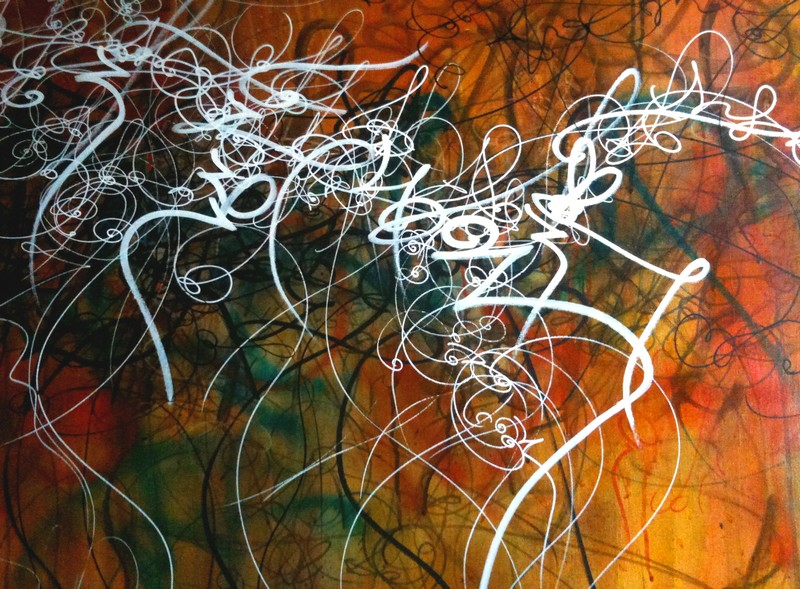
Caligraffiti

La caligrafía (del griego καλλιγραφία [kaligrafía]) es el arte de escribir con «letra bella», artística y correctamente formada, siguiendo diferentes estilos; pero también puede entenderse como el conjunto de rasgos que caracterizan la escritura de una persona o de un documento.
Una perspectiva clásica definiría a la caligrafía como el conjunto de letras escritas que dependen del flujo y ritmo de la pluma, pincel o instrumento de borde plano que se utiliza para su trazado. Rufino Blanco definió la caligrafía como «el arte de representar con belleza los sonidos orales por medio de signos gráficos, o bien, la única bella arte gráfica de la palabra».
Una definición contemporánea de la práctica de la caligrafía es «el arte de escribir bello». La historia de la escritura es una historia de evoluciones estéticas enmarcadas por las habilidades técnicas, velocidad y limitaciones materiales de las diferentes personas, épocas y lugares.
La caligrafía es el arte donde la expresión abstracta puede adquirir más importancia que la legibilidad de las letras. La caligrafía clásica difiere de la tipografía y de la escritura manual no clásica, aunque un calígrafo puede ser capaz de crear todas ellas.
Casi todas las civilizaciones que practican la escritura han desarrollado un arte de caligrafía. Sin embargo, algunas de ellas lo han elevado a un estatus especial, dependiendo de contextos históricos o filosóficos particulares. Esto puede llevar a un cuestionamiento sobre el uso mismo de la palabra caligrafía aplicada a culturas no grecorromanas.
Además, el lugar de este arte en Oriente ha sido muy diferente de su lugar en Occidente, ya que el aprendizaje del arte del trazo fue la base de la formación clásica del pintor oriental, en civilizaciones donde no separan el arte de la letra y el dibujo. En varias civilizaciones orientales, la caligrafía es parte de las ciencias ocultas, la jerarquía (el pensamiento, el pincel, la línea y la idea filosófica son inseparables).
Es en Occidente el arte de los monjes copistas, pero también de grandes calígrafos responsables de contribuir al prestigio de sus soberanos y sus aristócratas. Con ello, el trabajo de los calígrafos fue más en la línea de buscar una ejecución perfecta para la gloria de sus patrocinadores, que en una búsqueda puramente «estética», una noción muy contemporánea.
La caligrafía moderna comprende desde inscripciones funcionales y diseños hasta piezas de bellas artes en los cuales las letras pueden o no ser legibles. La caligrafía clásica difiere del diseño del tipo y el delineado a mano no clásico, si bien un calígrafo puede practicar ambos.

## Historia
La tradición afirma que los caracteres chinos, la forma más antigua conocida de escritura de los existentes hoy en día, fueron inventados por Cang Jie (hacia 2650 a. C.). Otra tradición remonta su creación a los tiempos de Fuxi, el legendario primer emperador de China.
La cultura china concede una gran importancia a la caligrafía. Ésta se fundamenta en la belleza visual de los ideogramas, la técnica de su realización y los preceptos metafísicos de la cultura tradicional china.
La caligrafía occidental se desarrolla de forma totalmente independiente. Su origen es el alfabeto latino, con el que en la Edad Media escribían los monjes copistas sobre pergamino. Aproximadamente en la misma época la cultura islámica desarrolla su propia caligrafía, basada en el alfabeto árabe, y debido a la prohibición religiosa de representar seres vivos, la convierte en un arte decorativo de amplio uso en la arquitectura.
Otros alfabetos se desarrollaron en otras culturas, e incluso existen hoy en día, la mayoría de ellos en Asia, y son utilizados de forma habitual en sus respectivos países, aunque globalmente tienen una difusión mucho menor.
Tras la invención de la imprenta por Gutenberg, los libros alcanzan una difusión mucho mayor que la posible hasta entonces y la caligrafía pierde importancia a favor de la tipografía.
El bolígrafo primero, y posteriormente las máquinas de escribir y los ordenadores han supuesto la desaparición de la caligrafía de nuestra vida cotidiana. Sin embargo, es hoy un arte muy vivo, una forma de expresión artística que une la escritura con otras artes plásticas como el dibujo y la pintura y que da lugar a obras de gran belleza plástica, en las que constantemente buscan inspiración los creadores de nuevas tipografías. La caligrafía está presente a nuestro alrededor en la publicidad, los logotipos de compañías y las etiquetas de muchos productos, sin embargo la caligrafía ha ido decreciendo en su uso a través del tiempo aun cuando de manera expresiva se den algunos avances en la búsqueda de nuevas formas de caligrafía, las mismas siguen teniendo su esencia principal.
Una de las manifestaciones actuales de la caligrafía es el llamado «caligraffiti». Este es un movimiento artístico que ha fusionado el arte de la caligrafía con el grafiti en un entorno generalmente urbano y es así como se logra combinar la tradición con la modernidad.

## Herramientas

Un plumín caligráfico, con nombres de piezas

Las principales herramientas de un calígrafo son la pluma y el pincel. Las plumas de caligrafía escriben con plumillas que pueden ser planas, redondas o puntiagudas. Para algunos propósitos decorativos, se pueden utilizar plumas de múltiples puntas - pinceles de acero. Sin embargo, también se han creado obras con punta de fieltro y bolígrafo, aunque estas obras no emplean líneas angulares. Hay algunos estilos de caligrafía, como la escritura gótica, que requieren una pluma de punta.
La tinta para escribir suele ser de base acuosa y es mucho menos viscosa que las tintas de base oleosa utilizadas en la imprenta. Ciertos papeles especiales con alta absorción de tinta y textura constante permiten trazos más limpios, aunque a menudo se utiliza pergamino o vitela, ya que se puede utilizar un cuchillo para borrar las imperfecciones y no se necesita una caja de luz para permitir que las líneas pasen a través de ella. Normalmente, se utilizan cajas de luz y plantillas para conseguir líneas rectas sin que las marcas de lápiz desvirtúen el trabajo. El papel rayado, ya sea para una caja de luz o para su uso directo, suele estar rayado cada cuarto o media pulgada, aunque ocasionalmente se utilizan espacios en pulgadas. Este es el caso de la litterea unciales (de ahí su nombre), y el papel colegial-rayado suele actuar bien como pauta.
Las plumas y pinceles de caligrafía más comunes son:
- Pluma
- Plumilla
- Pincel de tinta
- Cálamo
- Pluma estilográfica

## Tipos de caligrafía
Los tipos de la caligrafía se pueden establecer con base en su representación, a su uso y a la funcionalidad para la cual fueron diseñadas.

### Por lugar de origen

#### Caligrafía árabe
En idioma árabe, فن الخط fann al-jatt, «arte de la línea». La caligrafía árabe está regida por una serie de reglas y de cánones estéticos que exigen estudio y el desarrollo de habilidades, destrezas y talentos artísticos.:La caligrafía  cúfica es un estilo de caligrafía árabe considerado el más antiguo tipo de escritura en este idioma árabe, desarrollado en la ciudad de Kufa de la cual toma el nombre, actualmente en Irak, a partir de una modificación del alfabeto sirio antiguo y utilizada para escribir los primeros ejemplares del Corán.

#### Caligrafía hebrea
Rashi, es el acrónimo de רבי שלמה יצחקי Rabi Shlomo Yitzjaki, es el tipo de letra semi cursiva en el que los comentarios de Rashi son impresos habitualmente tanto en el Talmud como en la Tanakh. Aunque lleva su nombre Rashi nunca usó esta escritura: el tipo de letra está basado en la escritura manuscrita semi cursiva sefardita del siglo XV.

#### Caligrafía china
La caligrafía conocida como 書法 shūfǎ. Los caracteres chinos pueden ser trazados según cinco estilos históricos. Normalmente todos son realizados con pincel y tinta. Estos estilos están ligados intrínsecamente a la historia de la escritura china.
El más antiguo de los estilos (con apogeo en la dinastía Qín, 221 a. C.-206 a. C.), conocido como escritura del sello (篆書, zhuànshū), corresponde a una adaptación de los caracteres tal como eran grabados, que no pintados, sobre bronce o piedra. Las líneas son finas y puntiagudas en los extremos, la curvatura no está excluida, la forma de los caracteres es relativamente libre: este tipo de trazo no sigue las pautas de las que se habla en los demás estilos y que son esencialmente debidas al pincel. Los caracteres aún están bastante cerca del pictograma: su forma no siempre puede ser deducida de la forma moderna, ya que son formas antiguas que han sufrido varias alteraciones hasta llegar a su forma actual. Por lo tanto, hay que aprender el trazo de los caracteres individualmente y su lectura no es posible para el profano que no conoce más que los caracteres modernos.

#### Caligrafía japonesa
La caligrafía conocida como Shodō (書道 shodō?)  Se considera un arte en Japón, y una disciplina muy difícil de perfeccionar; se enseña como una materia más a los niños japoneses durante su educación primaria.
Escritura regular (楷書 Kaisho?) (pinyin, kǎishū): como su nombre indica, este estilo es considerado el más estándar de todos, y su uso es diario en Japón y China. Debido a su precisión en los trazos, es el estilo más fácil de entender. Además, es el menos ornamental y decorativo de todos los estilos, por la poca libertad artística que da al escritor, y por las estrictas normas que conlleva (el orden de los trazos debe ser estrictamente seguido). Su uso en Japón se remonta al período Heian (794-1185), y fue popularizado por los monjes Zen, hasta convertirse en el estilo más común en la escritura diaria japonesa.

#### Caligrafía coreana
Es la tradición coreana de la escritura artística en Hangul o Hanja, respectivamente, el alfabeto coreano y caracteres chinos introducidos en Corea ya en el segundo o tercer siglo d. C.

#### Caligrafía georgiana
Es una forma de caligrafía o escritura artística de la lengua georgiana que se ha practicado en los tres alfabetos georgianos.  Existe una tradición de siglos en este arte y el cristianismo ha tenido un papel importante en la vida literaria georgiana, ya que los monjes y otros religiosos de la iglesia ortodoxa georgiana han dejado muchos manuscritos y registros históricos.

#### Caligrafía occidental o latina

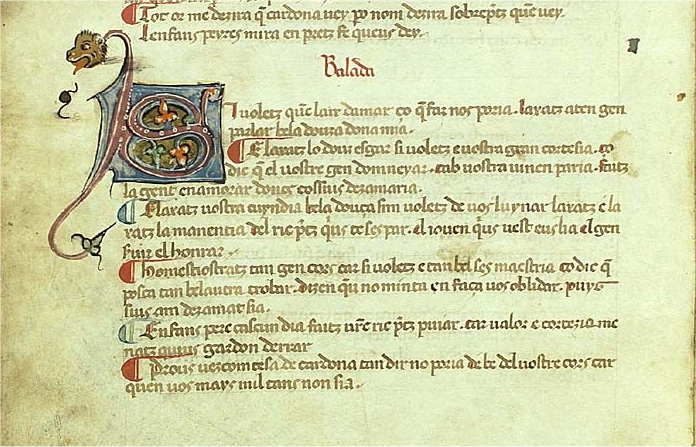
Balada "Si queréis que.m laix de amar", siglo XIII

La caligrafía occidental o caligrafía latina es la caligrafía basada en el uso del alfabeto latino, creado por los romanos, y en un sentido más amplio abarca también los trabajos realizados empleando el alfabeto griego o el cirílico. Los elementos constitutivos de la escritura con la caligrafía son cinco: la morfología, el ángulo de escritura, el ductus, el módulo y el peso de la escritura.
- Orígenes

Los romanos, a golpe de cincel, esculpían sobre piedra en un alfabeto que constaba únicamente de las que hoy se denominan letras mayúsculas, las armónicas proporciones las han hecho llegar casi sin cambios hasta nuestros días. La omnipresente tipografía Times New Roman de ordenadores deriva directamente de la forma de las letras romanas, como su nombre da claramente a entender.
- Técnica

Además de las inscripciones en piedra, también escribían los romanos sobre rollos de papiro, bien imitando la letra capital (los apéndices en los extremos de los trazos servían, en el taller sobre la piedra, para «cerrar» cada uno de estos y así evitar que la roca resquebrajara más allá del final del trazo) o bien en una forma similar pero más simplificada y adaptada al material de apoyo llamada "Rústica". Para documentos más informales, los romanos usaban las letras cursivas, que a lo largo de los siglos acabarían convirtiéndose en nuestras letras minúsculas.
Los romanos fueron sustituyendo los rollos de papiro por los primeros libros, hechos inicialmente con pergaminos (piel curtida de animales) doblados por la mitad. Durante toda la Edad Media los monjes copiaron códices manuscritos, generalmente textos sagrados, sobre pergamino en los scriptoriums de sus monasterios. Para ellos, la caligrafía era mucho más que un trabajo: era una manera de oración.
El resultado de su dedicación fue una forma de arte: preciosas iniciales llamadas capitulares o versales, por estar situadas al principio de cada verso, diminutas ilustraciones llamadas iluminaciones (en sentido estricto este nombre debería aplicarse sólo a las que se realizaban utilizando profusamente el pan de oro el brillo de este material es el que da lugar al nombre de las ilustraciones que utilizan esta técnica).

### Otros criterios

#### Caligrafía por autor
Como por ejemplo:
Hace referencia a la escritura correctamente formada en su rasgos y elementos que deben aprender los niños y en general aquellos que se inician en la escritura de una lengua.

#### Caligrafía por estilo
Como por ejemplo, dentro de las occidentales:
- Caligrafía gaélica

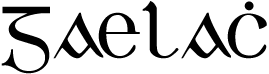
Caligrafía gaélica

Además de 26 letras del alfabeto latino, la letra gaélica debe incluir algunas vocales con acento agudo (Áá Éé Íí Óó Úú), así como un conjunto de consonantes con punto diacrítico (Ḃḃ Ċċ Ḋḋ Ḟḟ Ġġ Ṁṁ Ṗṗ Ṡṡ Ṫṫ) y el signo tironiano ⁊ que se usa en agus, que significa y en irlandés. A menudo también se usan formas insulares de las letras s y r, y algunas de ellas contienen un número de ligaduras que se usaban en la caligrafía temprana y que derivan de la tradición del manuscrito. La i minúscula se dibuja sin punto (aunque no es la ı sin punto turca) y las letras d, f, g y t tienen formas insulares. Muchos tipos de letras gaélicas tienen formas celtas para las letras j, k, q, v, w, x, y y z, y típicamente proveen soporte para las vocales de otras lenguas celtas. También distinguen entre & y ⁊ (tal y como lo hacía la tipografía tradicional), aunque algunos tipos de letra modernos por error reemplazan el et por el tipo tironiano porque ambas significan y.
- Caligrafía uncial

La caligrafía uncial (del latín unciālis ‘de una pulgada’) es un tipo de escritura en el que todo el texto se escribía en letras mayúsculas, tomando «mayúscula» en su sentido paleográfico, es decir, un tipo de letra que queda determinado por dos líneas paralelas horizontales (la minúscula requiere cuatro). Fue de uso común entre los siglos III d. C. y VII d. C., principalmente por los escribas latinos y griegos. Desde el siglo VIII d. C. y hasta el siglo XIII d. C. este tipo de escritura se utilizó a menudo en títulos y letras capitales.

#### Caligrafía temática
Desde un punto de vista artístico:
- Caligrama

## Caligrafía moderna

### Renacimiento

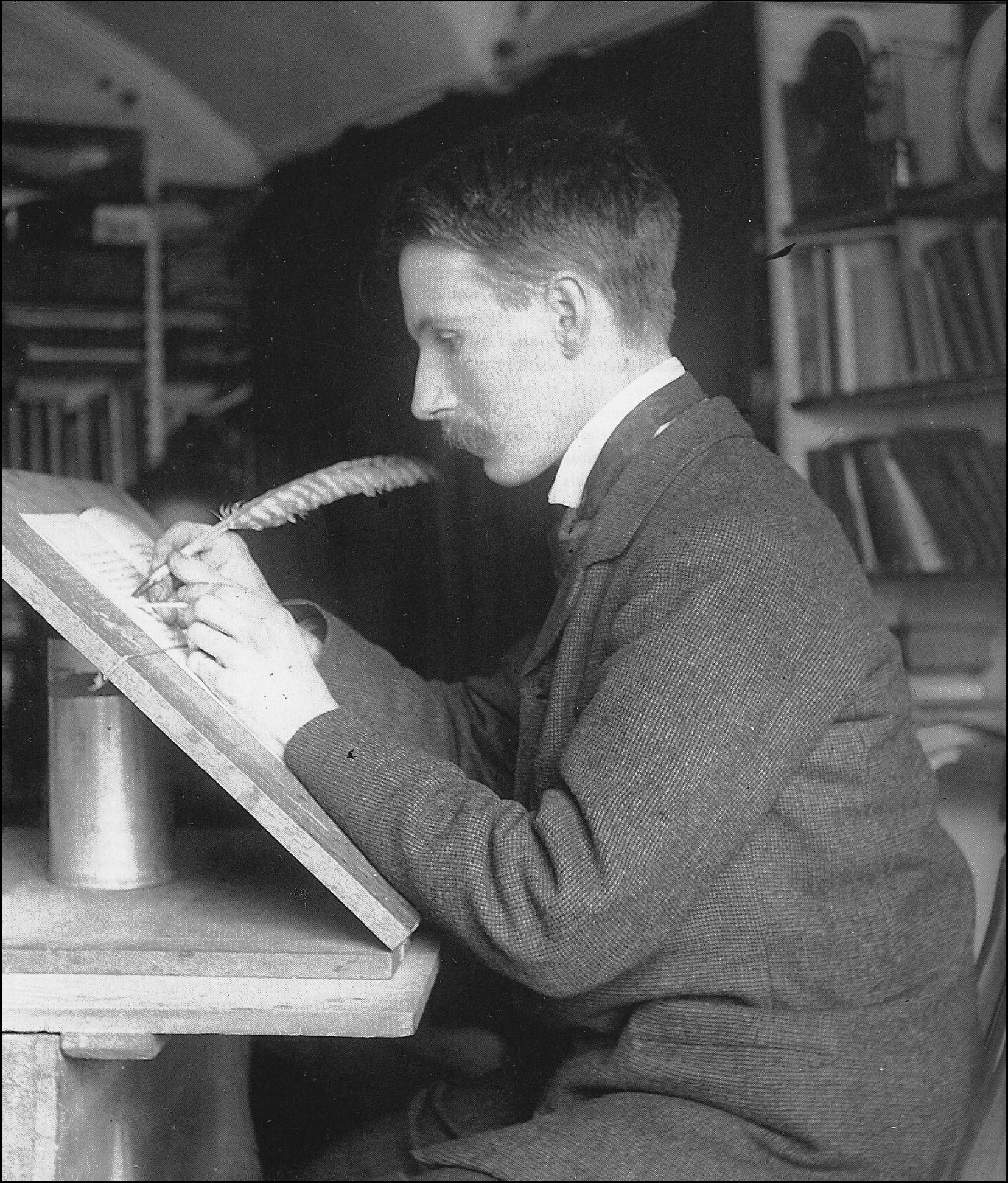
Edward Johnston, fundador de la caligrafía occidental moderna, trabajando en 1902

Después de que la imprenta se volvió omnipresente desde el siglo XV en adelante, la producción de manuscritos iluminados comenzó a declinar. Sin embargo, el auge de la imprenta no significó el fin de la caligrafía.
El renacimiento moderno de la caligrafía comenzó a fines del siglo XIX, influenciado por la estética y la filosofía de William Morris y el movimiento Arts and Crafts. Edward Johnston es considerado el padre de la caligrafía moderna. Después de estudiar copias publicadas de manuscritos por el arquitecto William Harrison Cowlishaw, conoció a William Lethaby en 1898, director de la Escuela Central de Artes y Oficios, quien le aconsejó que estudiara manuscritos en el Museo Británico.
Esto despertó el interés de Johnston en el arte de la caligrafía con el uso de una pluma de trazo ancho. Comenzó un curso de docencia en caligrafía en la Central School de Southampton Row, Londres a partir de septiembre de 1899, donde influyó en el diseñador tipográfico y escultor Eric Gill. Frank Pick le encargó que diseñara un nuevo tipo de letra para el metro de Londres, que todavía se usa en la actualidad (con modificaciones menores).
Se le ha atribuido el mérito de revivir el arte de la caligrafía y las letras modernas sin ayuda de nadie a través de sus libros y enseñanzas: su manual sobre el tema, Writing & Illuminating, & Lettering (1906) fue particularmente influyente en una generación de tipógrafos y calígrafos británicos, incluyendo Graily Hewitt, Stanley Morison, Eric Gill, Alfred Fairbank y Anna Simons. Johnston también ideó el estilo de escritura caligráfica redonda, sencillamente elaborada, escrita con una pluma ancha, conocida hoy como la mano Fundacional. Johnston inicialmente enseñó a sus estudiantes una mano uncial usando un ángulo de lápiz plano, pero luego enseñó su mano usando un ángulo de lápiz inclinado. Primero se refirió a esta mano como "Mano Fundamental" en su publicación de 1909, Manuscrito e inscripciones para escuelas y clases y para el uso de artesanos.

### Desarrollos posteriores
Graily Hewitt enseñó en la Escuela Central de Artes y Oficios y publicó junto con Johnston durante la primera parte del siglo. Hewitt fue fundamental para el resurgimiento del dorado en la caligrafía, y su prolífica producción en diseño tipográfico también apareció entre 1915 y 1943. Se le atribuye el resurgimiento del dorado con yeso y pan de oro sobre vitela . Hewitt ayudó a fundar la Sociedad de Escribas e Iluminadores (SSI) en 1921, probablemente la sociedad de caligrafía más importante del mundo.
Hewitt no está exento de críticos y partidarios en su interpretación de las recetas medievales de yeso de Cennino Cennini. Donald Jackson, un calígrafo británico, ha obtenido sus recetas de yeso de siglos anteriores, algunas de las cuales no están actualmente traducidas al inglés. Graily Hewitt creó la patente que anuncia la concesión al príncipe Felipe del título de duque de Edimburgo el 19 de noviembre de 1947, el día antes de su matrimonio con la reina Isabel.
La alumna de Johnston, Anna Simons, fue fundamental para despertar el interés por la caligrafía en Alemania con su traducción al alemán de Writing and Illuminating, and Lettering en 1910. El austriaco Rudolf Larisch, profesor de letras en la Escuela de Arte de Viena, publicó seis libros de letras que influyeron mucho en los calígrafos de habla alemana. Debido a que los países de habla alemana no habían abandonado la mano del gótico en la imprenta, el gótico también tuvo un efecto poderoso en sus estilos.
Rudolf Koch era amigo y contemporáneo más joven de Larisch. Los libros, los diseños tipográficos y la enseñanza de Koch lo convirtieron en uno de los calígrafos más influyentes del siglo XX en el norte de Europa y más tarde en los EE. UU. Larisch y Koch enseñaron e inspiraron a muchos calígrafos europeos, en particular Karlgeorg Hoefer y Hermann Zapf.
Los tipos de letra contemporáneos utilizados por las computadoras, desde procesadores de texto como Microsoft Word o Apple Pages hasta paquetes de software de diseño profesional como Adobe InDesign, tienen una deuda considerable con el pasado y con un pequeño número de diseñadores de tipos de letra profesionales en la actualidad.
Unicode proporciona alfabetos latinos "Script" y " Fraktur " que se pueden utilizar para la caligrafía.